# Чаянов, Александр Васильевич
Алекса́ндр Васи́льевич Чая́нов (17 [29] января 1888, Москва — 3 октября 1937, Алма-Ата) — русский и советский экономист, социолог, социальный антрополог, основатель междисциплинарного крестьяноведения, писатель-фантаст и утопист.
Создатель теории трудового коллектива и всех форм кооперации в сельском хозяйстве. Автор терминов «моральная экономика» и «продовольственная безопасность». Проявил себя во многих других отраслях науки и культуры, в том числе философии, социологии, общественной агрономии, литературном и драматическом творчестве. Расстрелян в 1937 году, посмертно реабилитирован в 1987 г. по инициативе академика А. А. Никонова (состоялась реабилитация также Н. Д. Кондратьева, А. Н. Челинцева, Н. П. Макарова и других представителей организационно-производственной школы).

## Биография
Родился в обеспеченной и культурной купеческой семье. Отец Чаянов Василий Иванович — из крестьян Владимирской губернии, мальчиком работал на ткацкой фабрике Иваново-Вознесенска, постепенно стал компаньоном хозяина, затем открыл собственное дело, стал московским купцом. Мать Елена Александровна Клепикова происходила из мещан г. Вятки.
Окончив частное реальное училище К. П. Воскресенского, в 1906 году поступил в Московский сельскохозяйственный институт (скорее всего, под влиянием родственников: Е. А. Клепикова была одной из первых женщин, окончивших Петровскую академию, выпускником этой академии был и двоюродный брат Александра — известный советский книговед, библиограф, знаток филиграни Сократ Константинович Клепиков).

### Научная карьера
Свою первую научную работу, посвящённую процессам кооперации в сельском хозяйстве Италии, Чаянов опубликовал во время учёбы на третьем курсе. В летние каникулы 1908—1909 годов путешествует по Италии и Бельгии за свой счёт. Вторая научная работа Чаянова «Общественные мероприятия по скотоводству в Бельгии» была написана на выпускном курсе после двух месяцев работы в этой стране.
Дипломную работу «Южная граница распространения трёхпольной системы полевого хозяйства на крестьянских землях России» Чаянов выполнил под руководством А. Ф. Фортунатова.
Его однокурсником и другом был Николай Вавилов, который позже вспоминал о годах учёбы:

Это была пора, когда в академии было 300 студентов, знавших друг друга, когда вся академия от профессоров до студентов была большой дружной семьёй. То была пора кружков любителей естествознания, общественной агрономии, дополнявших и без того прекрасную школу. Студент ловил идеи у профессуры и сам быстро превращался в исследователя.
13 сентября 1910 года был избран преподавателем Городского университета на 1910—1911 гг. на научно-популярных курсах по специальности «География и история хозяйственного быта».
В 1911 году, получив диплом учёного-агронома 1-й степени, Чаянов был оставлен в институте для подготовки к занятию кафедры сельскохозяйственной экономии. В 1912 году был направлен в научную командировку: посетил Англию, Францию, Германию, Швейцарию, Италию. Чаянов работает под руководством профессора В. И. Борткевича в Берлине и Д. Золла в Париже и завершает «Очерки теории трудового хозяйства».
Вернувшись, преподавал в родном институте и Народном университете Шанявского. Преподавательскую и исследовательскую деятельность сочетал с участием в кооперативных и общественных организациях. Один из организаторов и руководителей Центрального товарищества льноводов (Центрального союза льноводческих кооперативов — Льноцентра) России, быстро завоевывавшего внутренний и мировой рынки.
В 1912 году в Москве была опубликована первая часть книги «Очерки по теории трудового хозяйства». В ней Чаянов выдвинул положение: «Всякое трудовое хозяйство имеет предел своей продукции, который определяется соразмерностью годового труда со степенью удовлетворения потребностей хозяйствующей семьи».
В 1913 году Чаянов стал доцентом, в 1915 году ему было присвоено звание адъюнкт-профессора. В научном плане одним из главных направлений деятельности Чаянова была разработка теории крестьянского хозяйства.

### После революции
Активный участник Февральской революции. На Всероссийском кооперативном съезде (1917) был избран членом Совета Всероссийского кооперативного съезда — высшего органа управления кооперативным движением. Видный деятель кооперативного движения России после Февральской революции. Автор радикальной аграрной программы. Член Главного земского комитета, созданного для подготовки и осуществления земельных преобразований, член Временного Совета Российской Республики (Предпарламента), товарищ министра земледелия во Временном правительстве (пробыл на этом посту около двух недель). В 1917 году — кандидат в члены Учредительного собрания по Владимирскому избирательному округу (список № 7 от кооперативов Владимирской губернии), но избран не был.
С 1918 года — профессор Петровской сельскохозяйственной академии.
В 1919 году возглавил Высший семинарий сельскохозяйственной экономии и политики, преобразованный в том же году в НИИ сельскохозяйственной экономии.
В 1921—1923 годах — член коллегии Наркомзема РСФСР и его представитель в Госплане РСФСР.
В январе 1922 года решением коллегии Наркомзема Чаянов был командирован в Англию на помощь наркому внешней торговли Л. Б. Красину.

### Репрессии
В 1926 году обвинён в мелкобуржуазности и антимарксистском толковании сущности крестьянского хозяйства. С началом коллективизации в 1928—1929 годах нарастала волна идеологической и политической критики в адрес Чаянова. Если раньше его критиковали за «неонародничество», то теперь обвинили в защите интересов кулачества и протаскивании буржуазных аграрных теорий. На Конференции аграрников-марксистов (20—29 декабря 1929) т. н. «чаяновщина» была объявлена «агентурой империализма», находящейся в связи с правым уклоном в ВКП(б); выступивший на Конференции И. В. Сталин обрушился на «антинаучные теории „советских“ экономистов типа Чаянова».
В июле 1930 года Чаянов вместе с другими крупнейшими экономистами был арестован по делу вымышленной «кулацко-эсеровской группы Кондратьева — Чаянова», входившую в сфабрикованную «Трудовую крестьянскую партию», которую обвинили в намерении организовать кулацкие восстания. Допросы Чаянова вели начальник секретного отдела ОГПУ Я. С. Агранов и начальник 3-го отделения СО ОГПУ А. С. Славатинский. 26 января 1932 года Чаянов был осужден коллегией ОГПУ при Совнаркоме СССР на пять лет тюремного заключения, четыре из которых провёл в тюрьмах (следственном изоляторе ОГПУ, Бутырской и Ярославской). Последний год заключения был заменён ссылкой в Алма-Ату, где Чаянов работал в Сельскохозяйственном институте, НИИ сельскохозяйственной экономики и Наркомате земледелия Казахстана. В 1935 году ссылка была продлена на три года.
Когда 17 февраля 1935 года наркомом земледелия СССР М. А. Черновым была объявлена «полная победа социализма в деревне» и Сталин подписал указ об организации Всесоюзной сельскохозяйственной выставки в Москве (ВСХВ), был создан Выставочный Комитет, а М. Чернов был объявлен его председателем. А. Чаянову было поручено написать книгу о сельском хозяйстве в Казахской ССР.

### Арест и смерть
В марте 1937 года А. В. Чаянов был вновь арестован органами НКВД СССР. Внесён в сталинский расстрельный список от 15 сентября 1937 г. (Казахская ССР) («за» 1-ю категорию (расстрел) Сталин и Молотов). Выездная сессия Военной Коллегии Верховного Суда Союза ССР в составе председательствующего корвоенюриста Л. Я. Плавнека, членов диввоенюриста Б. И. Иевлева и бригвоенюриста С. В. Преображенцева, секретаря Н. В. Козлова в ходе судебного заседания в г. Алма-Ате 3 октября 1937 года приговорила А. В. Чаянова «к высшей мере уголовного наказания — расстрелу. Приговор окончательный и в силу Постановления ЦИК СССР от 1 декабря 1934 года приводится в исполнение немедленно». Расстрелян в тот же день. Место захоронения неизвестно.
По инициативе академика А. А. Никонова в 1987 году состоялась полная реабилитация А. В. Чаянова. Документы по реабилитации учёного готовил полковник К. Г. Насонов. Военная коллегия Верховного суда СССР определила 16 июля 1987 года, что

«…Чаянов А. В и другие лица привлечены к уголовной ответственности, признаны виновными во внесудебном порядке и осуждены за особо опасные государственные преступления необоснованно. Участниками антисоветской организации они не были и вредительской деятельностью не занимались. Выводы о виновности Кондратьева Н. Д., Чаянова А. В., Макарова Н. П. и других основаны лишь на их показаниях на предварительном следствии. Между тем эти показания в силу их противоречивости и несоответствия иным фактическим обстоятельствам дела не могут быть положены в основу вывода о виновности осужденных в антисоветской вредительской деятельности. В протесте Генерального Прокурора СССР приведены убедительные данные, свидетельствующие о том, что признание осужденными своей вины получено в результате незаконных методов ведения следствия. Агранов, Радзивиловский, Славатинский и другие лица, причастные к рассмотрению данного дела, впоследствии сами были осуждены за незаконные методы ведения следствия по этому и другим уголовным делам»
 и определила отменить Постановление Коллегии ОГПУ СССР от 26 января 1932 г. и прекратить уголовное дело за отсутствием в действиях состава преступления, тем самым реабилитировав учёного.
Изданные книги А. В. Чаянова были запрещены советской цензурой и включены в списки и сводные каталоги Главлита СССР: они не подлежали распространению и были изъяты из библиотек. Однако уничтоженными оказались не все книги, поскольку часть их была издана под псевдонимами: «Иван Кремнев» и «ботаник Х.». Если первый псевдоним был раскрыт, то второй, под которым Чаянов выпустил в 1918—1928 годах пять «романтических» повестей, уберёг их от уничтожения.
В политических партиях А. В. Чаянов не состоял.

## Семья
- Первая жена — Елена Васильевна Чаянова, дочь статистика В. Н. Григорьева. Они обвенчались в 1912 году, название изданного Чаяновым в этом же году сборника стихов «Лёлина книжка» связано с ней. Елена в 1920 году ушла к художнику Алексею Александровичу Рыбникову (1887—1949), оставив фамилию Чаянова[28].
- Вторая жена — Ольга Эммануиловна Чаянова (в девичестве Гуревич, 1897—1983), театровед, дочь публициста и редактора Э. Л. Гуревича (1866—1952), сестра физика Л. Э. Гуревича (1904—1990). Дважды необоснованно репрессирована в 1937 и 1948 годах.
  - Сыновья: Никита Александрович Чаянов (1923—1942, умер от ран) и Василий Александрович Чаянов (1925—2005).

### Научные труды
- Кооперация в сельском хозяйстве Италии. — Москва: тип. Ф. Я. Бурче, [1909]. — 18, [2] с.: табл., диагр.
- Крестьянское хозяйство в Швейцарии. — Москва, 1912. — 24 с.
- Очерки по теории трудового хозяйства (М., ч.1—2, 1912—1913)
- Война и крестьянское хозяйство / А. В. Чаянов; Историч. комис. ОРТЗ. — Москва: т-во И. Н. Кушнерев и К°, 1914. — 16 с. — (Война и культура; 31)
- Методы изложения предметов. — Москва: тип. Кушнерева, 1916. — 32 с.
- Чаянов А.В. Бюджеты крестьян Старобельского уезда. — Харьков, 1915. — 316 с.
- Продовольственный вопрос: Лекции, читанные на Курсах по подготовке работников по культ.-просвет. деятельности при Совете студенческ. деп. в апреле 1917 г. / А. В. Чаянов. — Москва: Моск. сов. студенческ. деп., 1917. — 54 с.
- Что такое аграрный вопрос? — Москва: Универс. б-ка, [1917]. — 64 с. — (Лига аграрных реформ. Серия С; № 1)
- Русское льноводство, льняной рынок и льняная кооперация. — Москва, 1918. — 177, [3] с.
- Основные идеи и формы организации крестьянской кооперации. — Москва, 1919. — 343, [1] с.
- История бюджетных исследований. — М.: изд. ЦСУ, 1922.— IX, 133 с.
- Основные идеи и методы работы общественной агрономии. — Москва: Новая деревня, 1924. — 129, III с.: диагр.
- Краткий курс кооперации (М., 1925)
- Очерки по экономике трудового сельского хозяйства / Проф. А. В. Чаянов; С предисл. Л. Крицмана. — Москва: Новая деревня, 1924. — 152 с.
- Избранные произведения: [сборник]. — Москва: Московский рабочий, 1989. — 366, [2] с.
- О сельскохозяйственной кооперации: (избранные главы и статьи). — Саратов, 1989. — 174, [2] с.
- Бюджетные исследования. История и методы. — М., 1929. — 5000 экз. (Перевод: Chayanov, A. The Theory of Peasant Co-Operatives. — Ohio State Univ Press, 1991. — ISBN 0-8142-0566-6.)
- Чаянов А. В. Крестьянское хозяйство. Избранные труды. — М.: Экономика, 1989. — 492 с. — (Экономическое наследие). — ISBN 5-282-00835-1.
- Избранные труды. — М.: Колос, 1993. — 1000 экз.

### Художественные произведения
- Лёлина книжка (Сборник стихов). — М.: [Издание автора], 1912.
- История парикмахерской куклы, или Последняя любовь московского архитектора М. Романтическая повесть, написанная ботаником Х. и иллюстрированная антропологом А. — М., I-й год республики [1918]. — 108 c. Тираж не указан.
- Путешествие моего брата Алексея в страну крестьянской утопии. — М., 1920 (Под псевд.: Иван Кремнёв).
- Обманщики: Трагедия в 3 актах и 9 сценах, напис. ботаником Х. [псевд.]. — Сергиев: Изд. авт., 1921. — 31 с.
- Венедиктов, или Достопамятные события жизни моей. Романтическая повесть, написанная ботаником Х. и иллюстрированная фитопатологом У. — М.: V год республики [1922]. — 64 с. — Тираж 1000 экз.
- Венецианское зеркало, или Диковинные похождения стеклянного человека. Романтическая повесть, написанная ботаником Х. и на этот раз никем не иллюстрированная. — Берлин: Геликон, 1923. — 48 с.
- Необычайные, но истинные приключения графа Фёдора Михайловича Бутурлина, описанные по семейным преданиям московским ботаником Х. и иллюстрированные фитопатологом У. М.: VII год республики [1924]. — 112 c. — Тираж 500 экз.
- Юлия, или Встречи под Новодевичьим. Романтическая повесть, написанная московским ботаником Х. и иллюстрированная А. Кравченко. — М.: Издание автора, 1928. — 64 с. — Тираж 300 экз.[29]
- История парикмахерской куклы и другие сочинения ботаника Х / А. В. Чаянов; Предисловиe А. Бахраха; Оформление Э. Первухина; Вступит. статья Л. Черткова; Вступ. слово от изд-ва. — Нью-Йорк: Russica Publishers, Inc, 1982. — 469 с. — ISBN 0-89830-028-2
- Венецианское зеркало. — М.: Современник, 1989. — 240 с. — 200 000 экз. — ISBN 5-270-00465-8
- Alexandre Tchaianov. Diableries moscovites. Illustrees par A. Rybnikov, N. Ouchakova & A. Kravtchenko. Preface de Vitaly Amoursky. Traduit de russe par Sophie Benech.. — Paris: Editions Intreferences[30], 1998. — 280 p. — ISBN 2-909589-03-X
- Московская гофманиада. — М.: ИД Тончу, 2006. — ISBN 5-98339-014-7
- Диковинные похождения стеклянного человека. — М.: ПАН-Пресс, 2010. — 424 с. — ISBN 978-5-9680-0168-9
- Юлия, или Встречи под Новодевичьим. Романтическая повесть. Гравюры на дереве Григория Бабича[31]. — М.: ТриМаг, 2013. — 96 с. — ISBN 978-5-901666-46-3

### Москвоведение
- Московские собрания картин сто лет назад / А. В. Чаянов. — М.: Гор. тип., 1917. — 206 с.
- История Миюсской площади. (К истории Университета им. А. Л. Шанявского). — М.: Изд. журнала «Вестник шанявцев», 1918. — 16 с.
- План г. Москвы XVII века: План составлен на основании «Строельной книги Московским Церквам 1657 года», переписных и др. книг 1620, 1626 и 1638 годов, планов Ив. Мичурина 1739 г. и Хотева 1854 года. Улицы проведены для Китая и Белого Города сообразно планам XVII века из Атл. Merian’a и Blavian’a, а для Земляного и Замоскворечья сообразно плану Meerber’a. Частные поправки внесены по мелким планам, опубликованным г.г. Ламанским и Белокуровым / Сост. проф. А. Чаяновым[32][33] в 1920 году — [М.]: Московск. Картоиздат. Отдел Корпуса Воен. Топографов, Главмузей, научно-методич. отдел, 1920[34] (Второе доп. изд.: [М.: 1922][35]).
- Антиквары и собиратели прошлого. Московские собрания картин 20-х годов XIX века // Среди коллекционеров. 1924. — № 9. — С. 46—51.
- Петровско-Разумовское в его прошлом и настоящем: Путеводитель по Тимирязевск. с.-х. акад. — Москва: Новая деревня, 1925. — 86, [1] с.: ил., портр., план.
- Избранное: статьи о Москве. Письма (1909—1936). — М.: Издат. дом Тончу, 2008. — 464 с. — ISBN 978-5-91215-032-6.

### Кинематограф
- Автор сценария (совместно с А. Брагиным) художественного фильма «Альбидум» (1928, Межрабпомфильм)[36].

### Прочие
- Старая западная гравюра: Краткое руководство для музейной работы / А. Чаянов; С предисл. Н. И. Романова. — Москва: М. и С. Сабашниковы, 1926. — 81, [15] с.

## Память
- В честь Чаянова названа улица в Москве.А также в п. опытной станции ВНИИК Хохольского района Воронежской области.
- С 1996 года вручается премия имени А. В. Чаянова РАН[37].
- В 2019 году на базе Шанинки создан Чаяновский исследовательский центр[38], целью которого является реабилитация и коллекционирование научного наследия учёного. Центр регулярно организует Чаяновские семинары.
- На здании (Лиственничная аллея, д. 4, стр. 2), в котором с 1906 по 1930 год учился и работал А. В. Чаянов, установлена мемориальная доска[39].

## Прочие факты
- Повесть «Венедиктов, или Достопамятные события жизни моей», главный персонаж которой носит фамилию Булгаков, была известна М. А. Булгакову; её экземпляр был подарен писателю в январе 1926 года художницей Наталией Ушаковой. Согласно утверждению второй жены Булгакова Любови Белозерской, прочитанная Булгаковым повесть Чаянова послужила толчком к написанию им первоначального варианта «романа о дьяволе».
- Свои романтические повести А. Чаянов выпускал в свет ко дню рождения своей жены. Его друзья-художники готовили для этих книг свои рисунки, заставки и гравюры: «антрополог А.» — А. Рыбников, «фитопатолог У.» — Н. Ушакова и А. Кравченко.
- В своём романе «Путешествие моего брата Алексея в страну крестьянской утопии», изданном в 1920 году, предсказал снос московского храма Христа Спасителя в 1931 году: «Кремнев оглянулся с изумлением: вместо золотого и блестящего храма Христа Спасителя увидел титанические развалины»[40].
- В начале 1927 г. А. Чаянов подготовил для издания сборник под названием «Романтические вечера», составленный из четырёх ранее изданных повестей и ещё одной — «Юлия, или Встречи под Новодевичьим», прежде не публиковавшейся. Иллюстрации были изготовлены художником А. Кравченко. Начальник Главлита П. Н. Лебедев-Полянский запретил издание книги, мотивировав наложение запрета тем, что Чаянов пропагандирует чуждую советскому человеку мистику и чертовщину. Чаянов обжаловал запрет в коллегии Наркомата просвещения СССР (которому формально подчинялся Главлит), и ему было разрешено в виде компромисса издать за свой счёт одну только новую повесть тиражом 300 экземпляров[41].
- Все пять повестей А. Чаянова были собраны и изданы факсимильно в сборнике, выпущенном в 1982 году в Нью-Йорке издательством русских эмигрантов «Russica Publishers, Inc.».
- В парижском сборнике повестей Чаянова 1998 года «Diableries Moscovites» впервые объединились тексты автора со всеми ксилографиями к ним, созданными художником А. Кравченко. Также в этом сборнике впервые опубликовано «Предуведомление» к повестям, написанное 2 декабря 1926 года, но остававшееся в рукописи[42].
- В связи с интересом к книгам А. Чаянова, возникшим в научном мире с 1970-х годов, попытки получения их по линии международного библиотечного абонемента оказывались безрезультатными. В ответах из СССР на запросы о книгах Чаянова сообщалось, что произведений такого автора в фондах библиотек нет[43].
- От времени содержания в следственной тюрьме сохранилась незавершенная работа А. Чаянова об истории европейской гравюры. Машинописная её копия имелась в конце 1990-х годов в доме Василия Александровича Чаянова. Сведений о её публикации нет.
- Крестьяновед А. В. Гордон отмечал: «Чаянов был разносторонне талантлив, в том числе в литературном отношении, что позволяло ему прекрасно формулировать свои (и не только) мысли, придавать им законченную, я бы даже сказал, афористическую форму, что очень важно для утверждения новой концепции»[44].